# Пеллеше, Жюль
Жюль Пеллеше (фр. Jules Pelleche, 13 октября 1829 года, Париж — 18 сентября 1903 года, Париж) — французский архитектор.

## Биография
Родился в семье архитектора Огюста Пеллеше (1789—1871).
Окончил Политехническую школу и Высшую школу изящных искусств (1850). Ученик Жильома Блу (1795—1853).
Работал во Франции, Англии и Италии. Архитектор в отделе артиллерийской техники Военного министерства Франции.
Член Союза архитекторов Франции (1869). Кавалер ордена Почётного легиона (1899).

## Известные работы

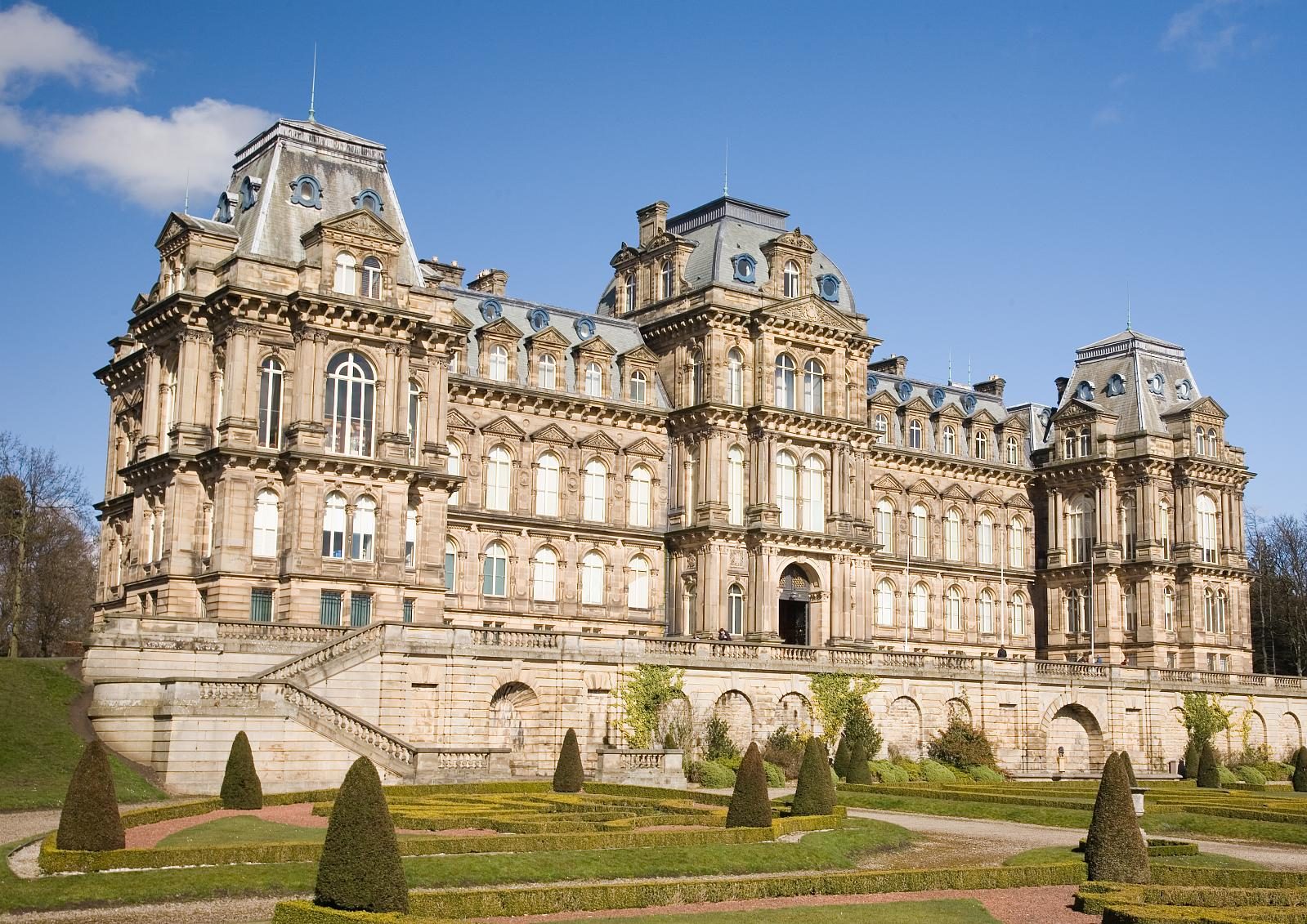
Музей Боуз

- Музей Боуз, графство Дарем, Англия, (1869—1871).
- Отель Серс[5], авеню Петра I Сербского в Париже, д. 41.
- Отель Эсслинг[6], улица Жана Гужона в Париже, д. 8 (1866).
- Menier отель, авеню Руйсдаел в Париже, д. 4 (1875).
- Вилла Huffer, Виа Национале в Риме. Имущественный Банк Италии (1880—1883).
- Отель La Reynière Grimod (реконструкция), улица Бойси-д’Англа в Париже (1889).
- Центральное хранилище артиллерии Военного министерства.